# Opération Canuck
L'opération Canuck est une opération militaire du SAS, durant la Seconde Guerre mondiale,

## Historique
L'opération Canuck visait à former, entrainer et organiser des combattants de la résistance italienne dans le nord de l'Italie. 
Sous la direction du capitaine canadien Buck McDonald, elle impliqua un petit détachement du Special Air Service en janvier 1945.
L'entrainement permit au groupe de partisans italiens de capturer la garnison d'Alba près de Turin.